# Joana Vilapuig i Borrell
Joana Vilapuig i Borrell (Sabadell, 23 d'octubre de 1994) és una actriu catalana. Ha participat en la sèrie de TV3 Polseres vermelles en el paper de Cristina, una noia que pateix anorèxia, i la minisèrie Olor de colònia. També ha participat en un curtmetratge titulat REM amb la seva germana, Mireia Vilapuig, i l'actriu Marina Comas. És filla del pintor Oriol Vilapuig, neta del pintor Alfons Borrell i besneta del paisatgista Joan Vila Puig.

## Carrera professional
Després de fer els primers passos en el món de la interpretació en muntatges de teatre aficionat amb l'associació cultural Joventut de la Faràndula (establerta a la seva ciutat natal, Sabadell, des de la dècada del 1940), l'estiu del 2009 va fer la primera incursió en el món del cinema: una breu aparició com a extra a la pel·lícula Herois, dirigida per Pau Freixas i protagonitzada, entre d'altres, per la seva germana, Mireia Vilapuig.
El 2010, després de l'estrena d'Herois, la directora de càsting de la pel·lícula, Consol Tura, i el director, Pau Freixas, van tornar a confiar en l'elenc infantil del film per compondre el repartiment de Polseres vermelles, una sèrie creada i escrita per Albert Espinosa per a Televisió de Catalunya. Joana Vilapuig va formar part del repartiment de la nova sèrie amb un dels sis papers principals, juntament amb, entre d'altres, Àlex Monner i Marc Balaguer entre els protagonistes, i Ferran Rull i Mireia Vilapuig amb papers secundaris. El rodatge de la primera temporada va començar el juliol del 2010 en diverses localitzacions de la província de Barcelona, i va finalitzar l'octubre del mateix any.
Després del notable èxit d'audiència i crítica de la primera temporada emesa per TV3 entre el gener i maig de 2011, la sèrie, ambientada a la planta infantil d'un hospital, va renovar per a una segona temporada, va ser emesa a diversos països i altres cadenes de televisió estrangeres en van fer adaptacions.
Seguidament la trobem en el curtmetratge REM, dirigit per Javier Ferreiro i María Sosa Betancor, i rodat l'abril de 2011 a diverses localitzacions de la comarca de l'Alt Urgell i a Sabadell. En aquesta peça, l'actriu comparteix protagonisme amb la seva germana, Mireia Vilapuig, i amb una altra jove intèrpret catalana, Marina Comas, guanyadora d'un premi Goya. El curt va ser seleccionat per al XLIV Festival Internacional de Cinema Fantàstic de Catalunya, que va tenir lloc l'octubre de 2011. El 2012 va interpretar el paper de Raquel a la minisèrie Olor de colònia, la qual es desenvolupa a la Colònia Vidal.
El seu treball més recent ha estat en la pel·lícula El sitio de Otto, la qual és una òpera prima col·lectiva. A part d'interpretar un dels paper principals de la pel·lícula, va formar part de la creació del guió juntament amb Iñaki Mur, Artur Busquets i Oriol Puig (director).

## Filmografia

### Cinema
- L'artèria invisible (2015), interpretant el paper de Sònia
- Palmeras en la nieve (2015), interpretant el paper de Catalina
- El sitio de Otto (2019), interpretant el paper de Nola

### Televisió
- Polseres vermelles (Televisió de Catalunya, 2011-2013), interpretant el paper de Cristina
- Olor de colònia (minisèrie de Televisió de Catalunya, 2012), interpretant el paper de Raquel
- Nit i dia (Televisió de Catalunya, 2016-2017)
- Cuéntame cómo pasó (Televisió Espanyola, 2020)
- Cites (Televisió de Catalunya, 2023), interpretant el paper de Meri[10]
- Selftape (Filmin), 2023

### Curtmetratges
- REM (2011), dirigit per Javier Ferreiro i María Sosa Betancor, interpretant el paper d'Anna